# Goldmanns Zukunftsromane
Goldmanns Zukunftsromane war eine im Wilhelm Goldmann Verlag in München von 1960 bis 1967 erscheinende Science-Fiction-Buchreihe.
Formal war Herbert W. Franke Herausgeber der Reihe, hatte aber auf die Titelauswahl tatsächlich kaum Einfluss und fungierte im Wesentlichen als wissenschaftlicher Berater.
Da „Science Fiction“ 1960 im deutschen Raum noch nicht als gängiger Genrebegriff eingeschätzt wurde, hatte man sich für die Bezeichnung „Zukunftsroman“ entschieden, obwohl es bei einem erheblichen Teil der Titel sich nicht um Romane, sondern Kurzgeschichten-Sammlungen handelte. Die Titel erschienen sowohl als gebundene Ausgaben als auch als Paperback, wobei die gebundene Ausgabe jeweils 2,80 DM teurer war.
In der Reihe erschienen aus dem damals noch breiten Angebot unübersetzter angelsächsischer Science Fiction Romane und Kurzgeschichten von
Poul Anderson, James Blish, John Brunner, Arthur C. Clarke, Daniel F. Galouye, Robert A. Heinlein, Clifford D. Simak und als Vertreter der deutschsprachigen Science Fiction sechs Bände von Herbert W. Franke.
Ursprünglich wurde ein erheblicher Teil der Auflagen an Stadt-, Betriebs- und Leihbüchereien verkauft, mit dem Aufkommen der Taschenbuchreihen wurde die Reihe aber unrentabel, so dass ab Nummer 51 nur noch Hardcoverausgaben von in den Goldmanns Weltraum Taschenbüchern erschienenen Titeln produziert wurden. 1967 wurde die Reihe dann eingestellt.
Übersetzer der Reihe waren unter anderen:
- Heinz Bingenheimer,
- Iris und Rolf Hellmut Foerster,
- Lothar Heinecke,
- Hans-Ulrich Nichau und
- Tony Westermayr.

Allein 44 Titel der Reihe wurden von Tony Westermayr übersetzt.

## Liste der Titel
| Nr. | Autor(en)            | Deutscher Titel                            | Jahr | Originaltitel                                          | Jahr | Übersetzer                       |
| --- | -------------------- | ------------------------------------------ | ---- | ------------------------------------------------------ | ---- | -------------------------------- |
| 01  | Isaac Asimov         | Der fiebernde Planet                       | 1960 | The Currents of Space                                  | 1952 | Iris und Rolf H. Foerster        |
| 02  | Isaac Asimov         | Sterne wie Staub                           | 1960 | The Stars Like Dust                                    | 1951 | Else Sticken                     |
| 03  | Alfred Bester        | Sturm aufs Universum                       | 1960 | The Demolished Man                                     | 1953 | Heinz Otto                       |
| 04  | Herbert W. Franke    | Der grüne Komet (Erzählungen)              | 1960 |                                                        |      |                                  |
| 05  | Jeffery Lloyd Castle | Raumstation E 1                            | 1960 | Satellite E One                                        | 1954 | Tony Westermayr                  |
| 06  | James Blish          | Stadt zwischen den Planeten                | 1960 | Earthman, Come Home                                    | 1955 | Tony Westermay                   |
| 07  | Isaac Asimov         | Radioaktiv…!                               | 1960 | Pebble in the Sky                                      | 1950 | Iris und Rolf H. Foerster        |
| 08  | Isaac Asimov         | Wasser für den Mars (Erzählungen)          | 1960 | The Martian Way                                        | 1955 | Iris und Rolf H. Foerster        |
| 09  | Jeffery Lloyd Castle | Raumschiff Omega                           | 1960 | Vanguard to Venus                                      | 1957 | nicht genannt                    |
| 10  | Arthur C. Clarke     | Verbannt in die Zukunft (Erzählungen)      | 1960 | Expedition to Earth                                    | 1954 | Tony Westermayr                  |
| 11  | Louis Charbonneau    | Flucht zu den Sternen                      | 1960 | No Place on Earth                                      | 1958 | Iris und Rolf H. Foerster        |
| 12  | James Blish          | Auch sie sind Menschen                     | 1960 | The Seedling Stars                                     | 1957 | Tony Westermayr                  |
| 13  | Arthur C. Clarke     | Die sieben Sonnen                          | 1960 | The City and the Stars                                 | 1956 | Tony Westermayr                  |
| 14  | John Wyndham         | Die Kobaltblume (Erzählungen)              | 1960 | The Seeds of Time                                      | 1956 | Tony Westermayr                  |
| 15  | John Wyndham         | Wem gehört die Erde?                       | 1961 | The Chrysalids                                         | 1955 | Tony Westermayr                  |
| 16  | Herbert W. Franke    | Das Gedankennetz                           | 1961 |                                                        |      |                                  |
| 17  | Charles Eric Maine   | Zwei – eins – null                         | 1961 | Count-Down                                             | 1959 | Tony Westermayr                  |
| 18  | Mark Clifton         | Der Berg aus Quarz                         | 1961 | Eight Keys to Eden                                     | 1960 | Tony Westermayr                  |
| 19  | John Wyndham         | Kolonie im Meer?                           | 1961 | The Kraken Wakes                                       | 1953 | Lothar Heinecke                  |
| 20  | Clifford Simak       | Das Tor zur anderen Welt (Erzählungen)     | 1961 | The Worlds of Clifford Simak                           | 1960 | Tony Westermayr                  |
| 21  | Poul Anderson        | Hüter der Zeiten                           | 1961 | Guardians of Time                                      | 1960 | Heinz Bingenheimer               |
| 22  | Charles Eric Maine   | Heimweh nach der Erde                      | 1961 | He Owned the World (auch: The Man Who Owned the World) | 1960 | Heinz Bingenheimer               |
| 23  | Poul Anderson        | Die Menschheit sucht Asyl                  | 1961 | Twilight World                                         | 1961 | Tony Westermayr                  |
| 24  | Herbert W. Franke    | Der Orchideenkäfig                         | 1961 |                                                        |      |                                  |
| 25  | Arthur C. Clarke     | Die andere Seite des Himmels (Erzählungen) | 1961 | The Other Side of the Sky                              | 1961 | Heinz Bingenheimer               |
| 26  | Zenna Henderson      | Wo ist unsere Welt?                        | 1961 | Pilgrimage - The Book of the People                    | 1961 | Heinz Bingenheimer               |
| 27  | Mordecai Roshwald    | Das Ultimatum                              | 1962 | Level 7                                                | 1959 | Heinz Bingenheimer               |
| 28  | Eric Frank Russell   | Ferne Sterne (Erzählungen)                 | 1962 | Far Stars                                              | 1961 | Heinz Bingenheimer               |
| 29  | Arthur C. Clarke     | Im Mondstaub versunken                     | 1962 | A Fall of Moondust                                     | 1961 | Tony Westermayr                  |
| 30  | José van den Esch    | Januar im Jahr 2000                        | 1962 | Janvier, an 2000 (keine Veröffentlichung bekannt)      | 1962 | Elisabeth Simon                  |
| 31  | Clifford Simak       | Die unsichtbare Barriere                   | 1962 | Time Is the Simplest Thing                             | 1961 | Tony Westermayr                  |
| 32  | Herbert W. Franke    | Die Glasfalle                              | 1962 |                                                        |      |                                  |
| 33  | Mark Clifton         | MacKenzies Experiment                      | 1962 | The Kenzie Report (unveröffentlicht)                   |      | Tony Westermayr                  |
| 34  | Poul Anderson        | Der Untergang der Erde                     | 1962 | After Doomsday                                         | 1961 | Tony Westermayr                  |
| 35  | Laurence Schoonover  | Der rote Regen                             | 1962 | Central Passage                                        | 1962 | Heinz Bingenheimer               |
| 36  | Clifford Simak       | Der einsame Roboter (Erzählungen)          | 1962 | All the Traps of Earth                                 | 1962 | Tony Westermayr                  |
| 37  | Daniel F. Galouye    | Dunkles Universum                          | 1962 | Dark Universe                                          | 1961 | Tony Westermayr                  |
| 38  | Herbert W. Franke    | Die Stahlwüste                             | 1962 |                                                        |      |                                  |
| 39  | Robert Sheckley      | Das geteilte Ich (Erzählungen)             | 1963 | Store of Infinity                                      | 1960 | Tony Westermayr                  |
| 40  | Howard Fast          | Die neuen Menschen (Erzählungen)           | 1963 | The Edge of Tomorrow                                   | 1961 | Tony Westermayr                  |
| 41  | Randall Garrett      | Das elektronische Genie                    | 1963 | Unwise Child                                           | 1962 | Tony Westermayr                  |
| 42  | A. E. van Vogt       | Die Denkmaschine                           | 1963 | The Mind Cage                                          | 1957 | Tony Westermayr                  |
| 43  | John Brunner         | Anfrage an Pluto (Erzählungen)             | 1963 | No Future in It                                        | 1962 | Tony Westermayr                  |
| 44  | James Blish          | Das Zeichen des Blitzes                    | 1963 | The Star Dwellers                                      | 1961 | Tony Westermayr                  |
| 45  | Darrel T. Langart    | Die fremde Macht                           | 1963 | Anything You Can Do…                                   | 1963 | Tony Westermayr                  |
| 46  | Robert Sheckley      | Utopia mit kleinen Fehlern (Erzählungen)   | 1963 | Citizen in Space                                       | 1955 | Tony Westermayr                  |
| 47  | Arthur C. Clarke     | Unter den Wolken der Venus (Erzählungen)   | 1963 | Tales of Ten Worlds                                    | 1962 | Tony Westermayr                  |
| 48  | Robert A. Heinlein   | Tür in die Zukunft                         | 1963 | The Door Into Summer                                   | 1956 | Tony Westermayr                  |
| 49  | Walter Tevis         | Spion aus dem All                          | 1963 | The Man Who Fell to Earth                              | 1963 | Tony Westermayr                  |
| 50  | Robert A. Heinlein   | Die Ausgestoßenen der Erde                 | 1963 | Methuselah’s Children                                  | 1941 | Tony Westermayr                  |
| 51  | Harry Harrison       | Die Roboter rebellieren (Erzählungen)      | 1964 | War with the Robots                                    | 1962 | Tony Westermayr                  |
| 52  | Robert A. Heinlein   | Bürgerin des Mars                          | 1964 | Podkayne of Mars                                       | 1963 | Tony Westermayr                  |
| 53  | Robert A. Heinlein   | Revolte im Jahre 2100 (Erzählungen)        | 1964 | Revolt in 2100                                         | 1954 | Tony Westermayr                  |
| 54  | Clifford Simak       | Raumstation auf der Erde                   | 1964 | Way Station                                            | 1963 | Tony Westermayr                  |
| 55  | Robert A. Heinlein   | Die grünen Hügel der Erde (Erzählungen)    | 1964 | The Green Hills of Earth                               | 1951 | Tony Westermayr                  |
| 56  | Clifford Simak       | Als es noch Menschen gab                   | 1964 | City                                                   | 1952 | Tony Westermayr                  |
| 57  | James Gunn           | Der Gamma-Stoff                            | 1964 | The Immortals                                          | 1962 | Tony Westermayr                  |
| 58  | Arthur Sellings      | Fremdling auf der Erde (Erzählungen)       | 1964 | Time Transfer                                          | 1956 | Hans-Ulrich Nichau               |
| 59  | Lloyd Biggle, jr.    | Für Menschen verboten                      | 1964 | All the Colours of Darkness                            | 1963 | Tony Westermayr                  |
| 60  | Herbert W. Franke    | Der Elfenbeinturm                          | 1965 |                                                        |      |                                  |
| 61  | Dean McLaughlin      | Im Schatten der Venus                      | 1965 | The Fury from Earth                                    | 1963 | Hans-Ulrich Nichau               |
| 62  | Daniel F. Galouye    | Die gefangene Erde                         | 1965 | Lords of the Psychon                                   | 1963 | Tony Westermayr                  |
| 63  | Algis Budrys         | Die sanfte Invasion (Erzählungen)          | 1965 | The Furious Future                                     | 1963 | Tony Westermayr                  |
| 64  | Daniel F. Galouye    | Welt am Draht                              | 1965 | Simulacron-3                                           | 1964 | Tony Westermayr                  |
| 65  | Pierre Boulle        | Der Planet der Affen                       | 1965 | La Planète des singes                                  | 1963 | Alexandra und Gerhard Baumrucker |
| 66  | Louis Charbonneau    | Die Wunderdroge                            | 1966 | Psychedelic-40                                         | 1965 | Hans-Ulrich Nichau               |
| 67  | John Brunner         | Beherrscher der Träume                     | 1966 | Telepathist                                            | 1965 | Tony Westermayr                  |
| 68  | Rex Gordon           | Der Zeitfaktor                             | 1966 | The Time Factor                                        | 1962 | Hans-Ulrich Nichau               |
| 69  | Clifford Simak       | Blumen aus einer anderen Welt              | 1966 | All Flesh is Grass                                     | 1965 | Hans-Ulrich Nichau               |
| 70  | John Christopher     | Insel ohne Meer                            | 1966 | A Wrinkle in the Skin                                  | 1965 | Hans-Ulrich Nichau               |
| 71  | Rick Raphael         | Strahlen aus dem Wasser (Erzählungen)      | 1966 | The Thirst Quenchers                                   | 1965 | Hans-Ulrich Nichau               |
| 72  | Charles Eric Maine   | Dr. Gilleys Wunderwesen                    | 1967 | B.E.A.S.T.                                             | 1966 | Tony Westermayr                  |
| 73  | Louis Charbonneau    | Tod eines Roboters                         | 1967 | Down to Earth                                          | 1967 | Tony Westermayr                  |
| 74  | John Brunner         | Botschaft aus dem All                      | 1967 | The Long Result                                        | 1965 | Hans-Ulrich Nichau               |
| 75  | John Brunner         | Transit ins All                            | 1967 | The Day of the Star Cities                             | 1965 | Tony Westermayr                  |
| 76  | Kate Wilhelm         | Leben ohne Tod                             | 1967 | The Nevermore Affair                                   | 1966 | Norbert Wölfl                    |
| 77  | Gertrude Friedberg   | Ruf aus dem Weltraum                       | 1967 | The Revolving Boy                                      | 1966 | Hans-Ulrich Nichau               |